# Діана Б'янкеді
Діана Б'янкеді (італ. Diana Bianchedi, нар. 4 листопада 1969, Мілан, Італія) — італійська фехтувальниця на рапірах, дворазова олімпійська чемпіонка (1992 та 2000 роки), п'ятиразова чемпіонка світу.

## Виступи на Олімпіадах
| Олімпіада      | Дисципліна           | Місце |
| -------------- | -------------------- | ----- |
| Барселона 1992 | командна рапіра      | 1     |
| Атланта 1996   | індивідуальна рапіра | 9     |
| Сідней 2000    | індивідуальна рапіра | 6     |
| Сідней 2000    | командна рапіра      | 1     |